# 猫枭海葵
猫枭海葵（学名：Tealia felina）为海葵科枭海葵属的动物，俗名红海葵。分布于北美向南到科德角、太平洋沿海、日本，包括黄海、渤海、东海等海域。